# Wittenburg (Bentfeld)
Die Wittenburg, auch Haus Bentfeld genannt, ist eine abgegangene mittelalterliche Niederungsburg in Bentfeld, einem heutigen Stadtteil von Delbrück im Kreis Paderborn in Nordrhein-Westfalen.

## Lage
Nach lokaler Tradition befindet sich heute der Hof Scherf an Stelle der Burg.

## Geschichte
Die Burg war der Sitz des vor 1444 ausgestorbenen Ministerialengeschlechts der Herren von Bentfeld. Später gehörte sie der Familie von Suchtrop, die sie 1574 an die Herren von Hörde zu Boke verkaufte.
In einem Lagerbuch des Paderborner Domkapitels wird 1673 eine Abgabe an die Burg erwähnt.
Der Name der Burg ist als Flur- und Straßenname erhalten.

## Beschreibung
Die Bezeichnung Haus Bentfeld scheint auf ein Festes Haus hinzuweisen. Im Kaufvertrag von 1574 ist von „ihrer Behausung, wie die zu Bentfeld gelegen ist, mit allen ihren alten und neuen Gebäuden“ die Rede.